# Dudley Wood
Pas d'image ? Cliquez ici
Dudley Wood est un ancien pilote de course international britannique né à Londres le 9 juillet 1946.

## Biographie
Wood a commencé sa carrière professionnelle au World Championship for Drivers and Makes en 1981 et a terminé 13e en termes de points. Il a ensuite participé au World Sportscar Championship de 1982 à 1990. Il a conduit aux 24 Heures du Mans en 1989 et 1990 au volant d'une Spice SE87C pour GP Motorsport / Roy Baker Racing, terminant respectivement troisième et quatrième de la catégorie C2 ces deux années.

## Palmarès

### Résultats aux24 heures du Mans
| Année | Écurie                                 | Copilotes                              | Voiture        | Classe | Tours | Pos. | Class Pos. |
| ----- | -------------------------------------- | -------------------------------------- | -------------- | ------ | ----- | ---- | ---------- |
| 1980  | Charles Ivey Racing                    | Pete Lovett (en) John Cooper           | Porsche 935 K3 | Gr.5   | 158   | Abd. | Abd.       |
| 1981  | Claude Bourgoignie Charles Ivey Racing | Claude Bourgoignie John Cooper         | Porsche 935 K3 | Gr.5   | 330   | 4e   | 1re        |
| 1983  | Grid Motor Racing Ltd.                 | Fred Stiff Ray Ratcliff                | Grid Plaza S1  | C      | 69    | Abd. | Abd.       |
| 1984  | C.A.M.S.                               | John Cooper Barry Robinson             | Grid Plaza S2  | C      | 10    | Abd. | Abd.       |
| 1985  | John Fitzpatrick Racing                | Kenny Acheson Jean-Louis Schlesser     | Porsche 962C   | C1     | 0     | N.p. | N.p.       |
| 1986  | Obermaier Racing                       | Jürgen Lässig Fulvio Ballabio (en)     | Porsche 956    | C1     | 344   | 5e   | 5e         |
| 1987  | Cosmik GP Motorsport                   | Costas Los Tom Hessert                 | Tiga GC287     | C2     | 274   | 9e   | 3e         |
| 1988  | Team Obermaier                         | Jürgen Lässig Pierre Yver              | Porsche 962C   | C1     | 356   | 11e  | 11e        |
| 1989  | Roy Baker Racing                       | Evan Clements (de) Philippe de Henning | Spice SE87C    | C2     | 303   | 17e  | 3e         |
| 1990  | GP Motorsport                          | Richard Jones (en) Stephen Hynes       | Spice SE87C    | C2     | 260   | 27e  | 4e         |